# Natalie Schultheiss
Natalie Schultheiss, auch Schultheiß, geb. Hampel (* 26. August 1865 in Wien; † 1. Juli 1952 in Lochham bei München), war eine österreichisch-deutsche Stilllebenmalerin, die in München lebte und arbeitete.

## Leben
Natalie Hampel war eine Tochter des in Wien wirkenden Ornamentbildhauers und Architekten Franz Hampel (1834–1918) sowie jüngere Schwester der Malerin Charlotte Hampel. Sie heiratete den Münchener Maler Karl Schultheiss. Aus der Ehe gingen zwei Töchter und ein Sohn hervor.
Natalie Schultheiss besuchte die Kunstgewerbeschule München. Danach lebte sie weiterhin in München, wirkte dort als Malerin und unterhielt ein Schülerinnenatelier. Sie wohnte in der Nymphenburger Straße 101. Ab 1889 nahm sie wiederholt an den Münchener Jahres-Ausstellungen im Glaspalast teil, häufig zusammen mit ihrem Ehemann. Sie beschickte auch regelmäßig Ausstellungen des Kunstvereins München und gelegentlich Expositionen in anderen deutschen Städten wie die Internationale Kunstausstellung Düsseldorf (1904). Weiters beteiligte sie sich an Ausstellungen in Österreich, unter anderem des Salzburger Künstlerhauses, des Oberösterreichischen Kunstvereins und im Wiener Künstlerhaus. Sie war ein auswärtiges Mitglied des Vereins der Schriftstellerinnen und Künstlerinnen in Wien.
Natalie Schultheiss starb 1952 im Alter von 86 Jahren in Lochham bei München. Sie wurde neben ihrem Ehemann auf dem Münchner Westfriedhof bestattet.

## Werk
Natalie Schultheiss malte hauptsächlich Stillleben, insbesondere farbenprächtige Frucht- und Blumenstücke. Zu ihrem Gesamtwerk gehören außerdem Porträts. Die von ihr bevorzugten traditionellen Arrangements mit Früchten und eleganten Tafelaufsätzen erinnern an die holländische Malerei des 17. Jahrhunderts. Schultheiss setzte aber auch perspektivische Verkürzungen und luminaristische Effekte gemäß dem künstlerischen Wissen der Jahrhundertwende ein.
Die zeitgenössische Kunstschriftstellerin Anna Michaelson (Jarno Jessen) bescheinigte den 1901 im Berliner Kunstsalon Schulte ausgestellten Stillleben von Natalie Schultheiss „realistische Kraft“ und „koloristische Frische“.
Werke (Auswahl)

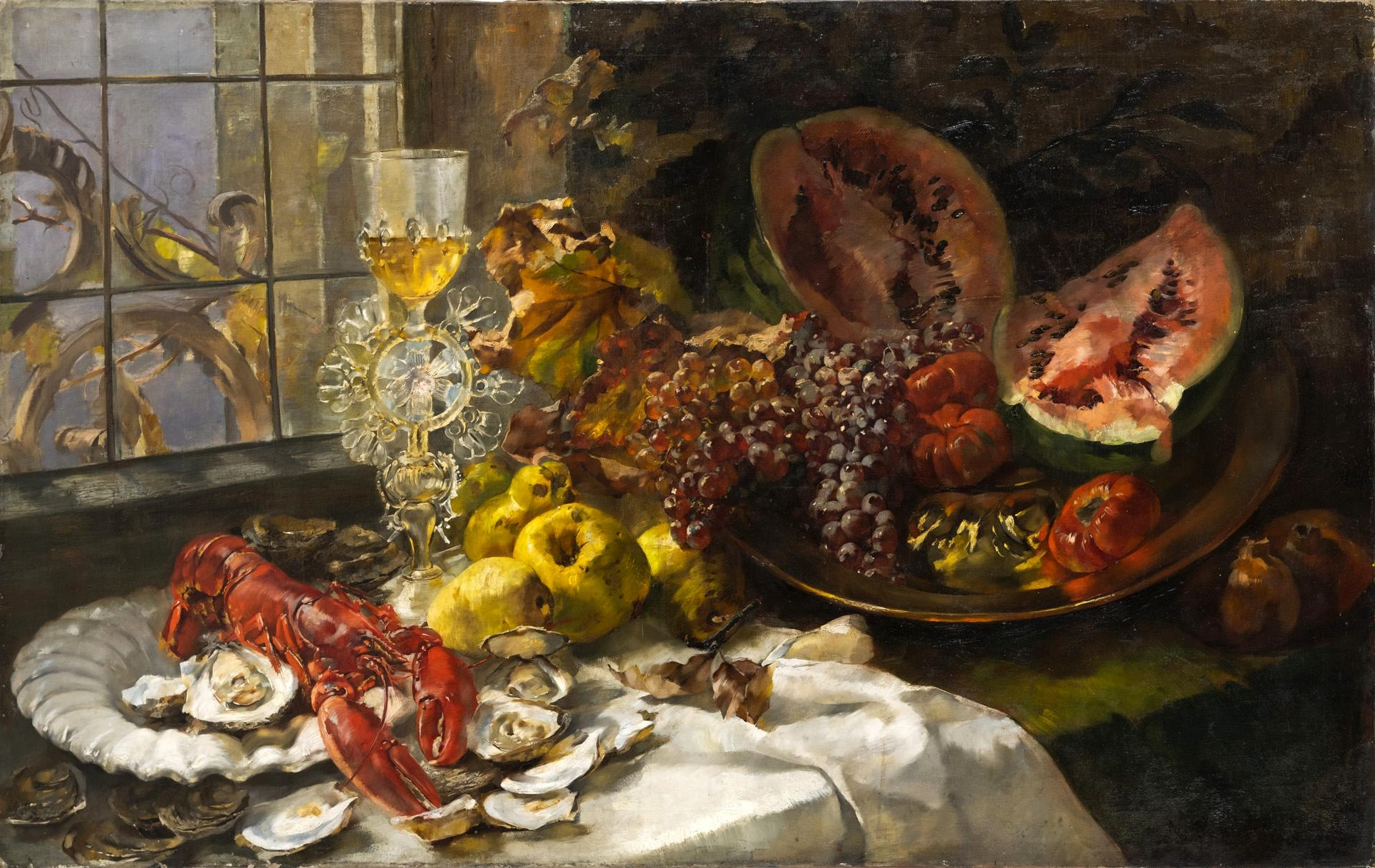
Stillleben von Natalie Schultheiss

- Herbstfrüchte und Guter Fang, Öl, 1892 Internationale Kunstausstellung München[9]
- Kirschen, 1893 Ausstellung Künstlerhaus Salzburg[10]
- Im Herbst, Ein Fischzug und Stillleben, Öl, 1893 Münchener Jahresausstellung[11]
- Zum Dessert, Öl, 1894 Münchener Jahresausstellung[12]
- Maienlust, 1894 Ausstellung Künstlerhaus Salzburg[13]
- Melonen, Trauben und Fische, ein Hummer, Austern, 1894 Ausstellung Sächsischer Kunstverein[14]
- Zum Frühstück (Austern mit goldenem Prunkgefäß), Öl, 1895 Ausstellung im Wiener Künstlerhaus, Ankauf Kaiser Franz Josef I.[15]
- Austern und Hummern, 1898 Münchener Jahres-Ausstellung
- Desgleichen (Mohnblumen, Kirschen und Metallgefäße), 1903, Signatur „N. Schultheiss“, Leinwand 65 × 98 cm[16]
- Fische, Aufnahme in Staatsgalerie Stuttgart, Katalog 1907[1]
- Malven, 1909 Ausstellung des Oberösterreichischen Kunstvereins[17]
- Stilleben (Hummer auf Austern neben Aufsatzschale, Sektglas und Zitrone), Signatur „N. Schultheiss“, Holz, 35 × 53,5 cm, Auktion 1911[16]
- Blumenstillleben (Pfingstrosen in Glasvase), 1920, Signatur „N. Schultheiß“, Öl auf Papier, oval, 63 × 75 cm[18]
- Wandmalereien im Schloss Bückeburg[1]

## Ausstellungen (Auswahl)
- 1889, 1891, 1893, 1894, 1898, 1899, 1900, 1906: Münchener Jahres-Ausstellung, Glaspalast, München
- 1890: Nordwestdeutsche Gewerbe- und Industrieausstellung, Bremen[19]
- 1892, 1905: Internationale Kunstausstellung, Glaspalast, München
- 1893, 1894: Künstlerhaus Salzburg
- 1893, 1894: Sächsischer Kunstverein, Palais Brühl, Dresden
- 1893, 1894, 1905–1916: Kunstverein München
- 1895: Jahresausstellung Wiener Künstlerhaus
- 1901: Kunstsalon Schulte, Berlin[8]
- 1902: Heidelberger Kunstverein[20]
- 1903, 1909: Oberösterreichischer Kunstverein, Linz[21]
- 1904: Internationale Kunstausstellung Düsseldorf[22]
- 1911: Jubiläumsausstellung der Münchener Künstler-Genossenschaft, Glaspalast, München[23]